# Operculina polynesica
Operculina polynesica är en vindeväxtart som beskrevs av Staples. Operculina polynesica ingår i släktet Operculina och familjen vindeväxter. Inga underarter finns listade i Catalogue of Life.